# David Tomášek
David Tomášek, född 10 februari 1996 i Prag, Tjeckien, är en tjeckisk ishockeyspelare som spelar för Färjestad BK i SHL.